# آنا سانشيز
آنا سانشيز (بالإسبانية: Ana Sánchez)‏ هي لاعبة غولف إسبانية، ولدت في 16 فبراير 1976 في مالقة في إسبانيا.